# 獨協医科大学の人物一覧
獨協医科大学の人物一覧（どっきょういかだいがくのじんぶついちらん）は、獨協医科大学に関係する人物の一覧記事。

## 創立者
- 天野貞祐 - 獨協大学初代学長。第67代文部大臣。
- 関湊 - 獨協学園理事長、常任理事。東武常磐運輸株式会社社長。

## 教員
- 石崎達 - 国立予防医学研究所寄生虫部長、部室長兼任助手。日本アレルギー協会理事、北関東支部長。日本アレルギー学会長。上武呼吸器科内科病院名誉院長。獨協医科大学臨床学科長、名誉教授、特任教授。(アレルギー)
- 今高城治 - 日本小児神経学会評議員。小児科専門医。小児神経科専門医、指導医。日本てんかん学会認定臨床専門医。臨床遺伝専門医。日本がん治療認定医機構暫定教育医。インフェクションコントロールドクター。(小児神経学)
- 岡田卓也 - 静岡ジムラッツ選手兼コーチ。(体育会バスケットボール部ヘッドコーチ)
- 緒方博丸 - 日本大学医学部附属板橋病院麻酔科長兼ICU室長。日本麻酔科学会専門医。麻酔科標榜医。麻酔指導医。日本抗加齢医学会認定専門医。日本ペインクリニック学会認定専門医。獨協医科大学名誉教授。(麻酔科学)
- 小田晋 - 社会経済生産性本部メンタルヘルス研究所長。筑波大学名誉教授。国際医療福祉大学名誉教授。(精神病理学)
- 木村真三 - 放射線医学総合研究所緊急被ばく医療研究センター線量評価研究部研究員。労働安全衛生総合研究所研究員。(放射線衛生学)
- 瀬川昌也 - 日本睡眠科学研究所顧問。獨協医科大学特任教授。(小児神経学)
- 藤沼秀光 - 栃木県警察医。日本臨床生理学会評議員。日本循環器学会地方会評議員。日本腫瘍学会理事。国際生物漢方研究学会常務理事。マカオ血液腫瘍医学会名誉顧問。日本内科学会医。日本循環器学会専門医。Natural Productsサプリメント評価指導医。(心臓病)(動脈硬化)(アレルギー)
- 平石秀幸 - 日本内科学会認定医、指導医。日本消化器病学会専門医、指導医。日本消化器内視鏡学会専門医、指導医。日本肝臓学会専門医、指導医。(消化器病学)
- 福田富一 - 特任教授。第16・17・18代栃木県知事、宇都宮市長（2期）、栃木県議会議員（2期）、宇都宮市議会議員（2期）。

## 出身者
- 今高城治 - 医学博士。作家。獨協医科大学医学部小児神経科講師。日本小児神経学会評議員。小児科専門医。小児神経科専門医、指導医。日本てんかん学会認定臨床専門医。臨床遺伝専門医。日本がん治療認定医機構暫定教育医。インフェクションコントロールドクター。
- 田中康雄 - 児童精神医学。こころとそだちのクリニックむすびめ院長。北海道大学名誉教授。
- 藤沼秀光 - 医学博士。栃木県警察医。獨協医科大学医学部心血管・肺内科非常勤講師。日本臨床生理学会評議員。日本循環器学会地方会評議員。日本腫瘍学会理事。国際生物漢方研究学会常務理事。マカオ血液腫瘍医学会名誉顧問。日本内科学会医。日本循環器学会専門医。Natural Productsサプリメント評価指導医。